# L'Araignée d'or
Pour plus de détails, voir Fiche technique et Distribution.
L'Araignée d'or est un film muet français réalisé par Segundo de Chomón sorti en 1908.

## Fiche technique
- Titre : L'Araignée d'or
- Réalisation : Segundo de Chomón
- Société de production : Pathé Frères
- Pays d'origine :  France
- Format : Coloration au pochoir.
- Durée : 8½ minutes